# سعد مبارك علي
سعد مبارك علي (ولد في 18 سبتمبر 1960) هو عداء مسافات طويلة بحريني. تنافس في سباق الماراثون للرجال في دورة الألعاب الأولمبية الصيفية 1992 في برشلونة بإسبانيا.

## روابط خارجية
- سعد مبارك علي على موقع أوليمبيديا (الإنجليزية)